# Koncert w teatrze
Koncert w teatrze – trzeci w historii zespołu koncertowy album 2Tm2,3, a drugi w formacie DVD. Wydany w 2009 roku nakładem wytwórni Metal Mind Productions. Ma formę dwupłytowej składanki złożonej z utworów z wcześniejszych albumów w wersji akustycznej i kilku utworów premierowych. Koncert zarejestrowano 11 marca 2008 w Teatrze Polskim w Poznaniu.

## Lista utworów
Część I:
1. Każda rzecz ma swój czas
2. Łania
3. Kiedy Izrael był dziecięciem
4. O Boże Tyś jest mym Bogiem
5. Nad rzekami Babilonu
6. Ty któryś jest wierny
7. Nie karz mnie Panie w swym gniewie
8. Kantyk trzech młodzieńców

Część II:
1. Adonai Elohenu
2. Kocham Cię Panie
3. Jahwe Tyś Bogiem mym
4. Z głębokości wołam
5. Gdy usłyszałem Jego głos
6. A głupi myśli, że nie ma Boga
7. Zaśpiewam i zagram
8. Wysławiajcie Pana
9. Crucem Tuam

## Twórcy
Skład zespołu
- Robert "Litza" Friedrich - gitara, śpiew, miksowanie
- Dariusz "Maleo" Malejonek - śpiew, gitara
- Tomasz "Budzy" Budzyński - śpiew
- Marcin Pospieszalski - gitara basowa, skrzypce, cymbały
- Mateusz Pospieszalski - sax baryton, sax sopran, klarnet basowy
- Beata Polak - perkusja
- Piotr "Stopa" Żyżelewicz - perkusja
- Krzysztof "Dr Kmieta" Kmiecik - gitara basowa
- Angelika Korszyńska-Górny - śpiew
- Robert "Drężmak" Drężek - gitara
- Mikołaj Pawlak - flet
- Karol Nowacki - instrumenty klawiszowe
- Marek Pospieszalski - klarnet
- Mikołaj Pospieszalski - I skrzypce
- Tomasz Sroczyński - II skrzypce
- Wojciech Wierzba - altówka
- Mateusz Smołka - wiolonczela

Inni
- Jarek "Smok" Smak & Activator Mario Dziurex (Studio AS One) - mastering
- Jakub Biegaj - miksowanie